# Neothysanis imella
Neothysanis imella là một loài bướm đêm trong họ Geometridae.